# Катеначо

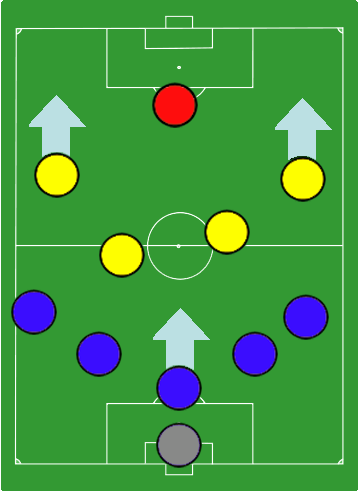
Класична формація катеначо у виконанні Карла Раппана і Еленіо Еррери: 5-4-1 (5-3-2) з ліберо.

Катена́чо (італ. Catenaccio) — тактична схема у футболі, яка робить акцент на обороні і використанні тактичних помилок суперника. Італійською мовою «catenaccio» означає «засув», «клямка»; згідно з цією схемою на полі створюється добре організована, дисциплінована і ефективна задня лінія оборони, яка «замикає» ворота з метою запобігання голу і утримання рахунку. Тактику катеначо зробив знаменитою аргентинський тренер Еленіо Еррера, який широко використовував її в 1960-х роках у міланському «Інтері», буквально вигризаючи в матчах чемпіонату Італії перемоги з мінімальною перевагою 1:0 (так говорять старі добрі легенди, хоча насправді команда 1960-68 років завжди була у трійці найрезультативніших команд чемпіонату та лише одного разу мала найкращу оборону турніру).[джерело?]
Схема залишалася популярною до 1967 року, коли у фіналі Кубка чемпіонів між «Інтером» і шотландським «Селтіком» вона обернулася проти самого «Інтера». «Інтер» вийшов уперед вже на восьмій хвилині завдяки пенальті, забитому Сандро Маццолою, але утримувати рахунок протягом майже всього матчу виявився неспроможним, потрапивши під шалений тиск з боку «Селтіка», знаного своїм атакуючим стилем. «Селтік» переміг у цій грі з рахунком 2:1, завдавши більше 40 ударів по воротах. Ця гра показала серйозні недоліки схеми катеначо; після матчу Еленіо Еррера сказав: «Селтік заслужив на перемогу, і це була перемога спорту».

## Історія
Незважаючи на італійську назву, під якою ця тактика стала відомою у багатьох мовах світу, катеначо була започаткована не в Італії. Вперше система, подібна до катеначо, була використана у 1932 році австрійським тренером Карлом Раппаном, який тоді тренував швейцарський клубу «Серветт». Футбольна теорія того часу передбачала лише трьох гравців з виключно захисними функціями: двох стандартних захисників і одного центрального, якого також називали стопером (англ. stopper — «зупинювач»), функцією якого було руйнування атаки супротивника на початковому етапі. Ідея Раппана полягала у тому, щоб відтягнути двох гравців із центра, з позицій півзахисників, на свою половину поля: один мав приєднатися до лінії оборони, яка таким чином складалася з чотирьох гравців, а другий відтягувався ще далі назад за лінію оборони і займав позицію безпосередньо перед воротарем; залишаючись вільним (італ. libero) від будь-яких задач в атаці і зосереджуючись на перехопленні глибоких атак у завершальній фазі та запобіганні виходу форварда супротивника віч-на-віч із воротарем, ефективно контролюючи близькі підступи до свого штрафного майданчика.
Пізніше Раппан використав свій винахід при підготовці збірної Швейцарії до чемпіонату світу 1938 року у Франції; саме після цього чемпіонату ця тактика вперше набула широкої відомості під французькою назвою «verrou» (має те же значення, що й catenaccio італійською). Застосування тактики «verrou» дозволило пересічній команді Швейцарії стати відкриттям турніру; у першому турі вона подолала значно сильнішу команду Німеччини і потрапила до чвертьфіналу, де поступилася збірній Угорщини, майбутньому фіналісту.

## З Італії до решти світу

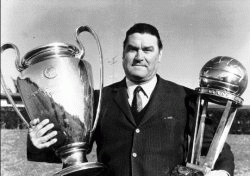
Нерео Рокко з Кубком чемпіонів та Інтерконтинентальним кубком.

В Італії цю тактику вперше почав застосовувати Нерео Рокко наприкінці сезону 1946/47, першого свого сезону на посаді головного тренера клуба «Трієстина». Саме Рокко вважається винахідником «справжнього», італійського катеначо з типовою формацією команди 1-3-3-3 з акцентом на обороні; інші модифікації схеми передбачали формації 1-4-4-1 і 1-4-3-2.
Використання катеначо дозволило «Триєстині» під керівництвом Рокко несподівано дістатися до другого місця в чемпіонаті Італії 1947/48 року; майже десять років згодом він повторив це досягнення з «Падовою» в сезоні 1956/57. Очоливши в 1961 році титулований «Мілан», в 1962 році він привів його до десятого в його історії скудетто і до Кубка чемпіонів в 1963, а в 1967–1972 роках виграв з «Міланом» одинадцяте скудетто, Кубок Італії, Кубок кубків, ще один Кубок чемпіонів і Інтерконтинентальний кубок.

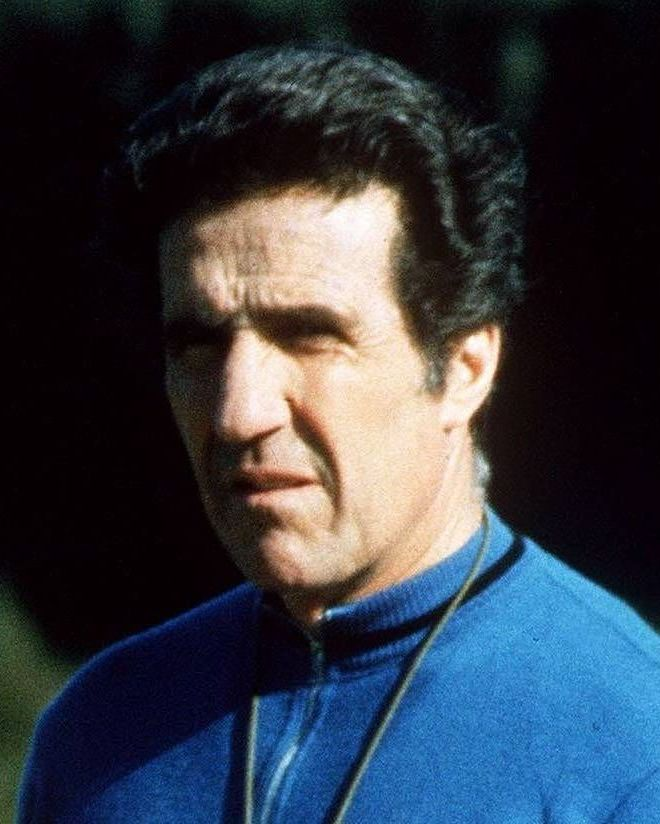
Еленіо Еррера

Іншим відомим поборником і інтерпретатором катеначо в Італії був аргентинський тренер «Інтернаціонале» Еленіо Еррера, котрий в 1960-х роках запровадив в клубі суворо прагматичний стиль гри з орієнтацією виключно на перемогу із будь-яким рахунком і не приділяючи уваги привабливості гри для глядачів. Улюбленим рахунком «Інтера» цієї доби була перемога 1:0, результат розважливої і впевненої гри в обороні відразу після здобуття переваги і до кінця матчу.
Катеначо у виконанні Еррери нагадувало первісну тактику verrou Карла Раппана: три захисника з задачею руйнування атак супротивника і ліберо за їхніми спинами. Перед лінією оборони знаходився плеймейкер (як правило, Луїс Суарес Мірамонтес), здатний виконувати далекі влучні передачі над центром поля, доправляючи м'яч півзахисникам і нападникам. Незважаючи на малу кількість голів і загальну невиразність такої гри, ця тактика давала вражаючі результати: «Інтер» з Еррерою на чолі тричі вигравав чемпіонат Італії і двічі посідав друге місце, а також виграв два Кубка чемпіонів і два Інтерконтинентальних кубка.
У процесі розвитку катеначо і пошуку способів йому протистояти наприкінці 1960-х років виникла і сформувалася, переважно в країнах північної Європи, філософія «тотального футболу», яка мала домінувати в європейському футболі в наступному десятиріччі; її основним поборником на клубному рівні був амстердамський «Аякс», а на міжнародному — збірні Нідерландів і Західної Німеччини. Фінальний матч Кубка чемпіонів 1967 року між «Інтером» і «Селтіком» вважається відправною точкою занепаду чистого катеначо і переходу ініціативи до школи «тотального футболу»; в цьому матчі «Інтер» здобув перевагу дуже рано і виявився нездатним утримувати рахунок протягом всього матчу під шаленим тиском шотландців; «Селтік» переміг з рахунком 2:1.

## Катеначо сьогодні
За теперішнього часу в сучасному футболі катеначо в чистому виді майже не використовується, позаяк дві найхарактерніші риси цього стилю, персональна опіка і позиція ліберо, вийшли з ужитку. Зараз назву катеначо часто вживають для позначення будь-якого замкненого захисного стилю гри з відтягнутою назад формацією і рідкими контратаками, але справжнє катеначо — лише один з різновидів такого стилю.
В сучасному футболі до катеначо іноді вдаються слабкі команди щоб підвищити свої шанси в протистоянні з сильнішим суперником, намагаючись таким чином дещо скоротити різницю в класі і швидкості за рахунок більш силової і в'язкої гри. Провідні команди зараз не використовують катеначо, однак можуть перейти до нього за особливих обставин, наприклад, коли внаслідок видалення гравця з поля супротивник здобуває перевагу, або треба утримати мінімальну перевагу в рахунку до кінця матчу.

### Катеначо в збірній Італії
Катеначо часто вважається характерною рисою італійського футболу, але насправді італійські команди не дуже часто використовували її в матчах італійського чемпіонату, надаючи перевагу іншим, більш відкритим тактичним схемам. Цього, однак, не можна сказати про національну збірну. Колишні тренери збірної Італії Чезаре Мальдіні і Джованні Трапаттоні широко використовували катеначо в матчах найвищого рівня, але досягти остаточного успіху не зуміли. Під керівництвом Мальдіні Італія програла чвертьфінал чемпіонату світу 1998 року за результатами серії післяматчевих пенальті; під керуванням Траппатоні вона зазнала гіркої поразки в груповому турнірі чемпіонату Європи 2004 року. Цікаво, що вже після цієї невдачі Траппатоні вдало використовував тактику катеначо в лісабонській «Бенфіці», з якою виграв чемпіонат Португалії.
Під час матчу ⅛ фіналу чемпіонату світу 2006 року проти Австралії, коли на початку другого тайму після видалення з поля Матерацці італійці залишилися в меншості при нульовому рахунку, тренер Марчелло Ліппі перестроїв команду на захисний лад, про який англійська газета «Гардіан» зауважила: «несміливість італійського поводження складає враження, що дух Еленіо Еррери, верховного жреця катеначо, раптово заволодів душею Марчелло Ліппі». На п'ятій хвилині доданого арбітром часу італійці здобули право на пенальті; його реалізація Франческо Тотті врятувала Італію від катастрофи і дозволила майбутнім чемпіонам світу продовжити боротьбу.
В чвертьфіналі Італія з рахунком 3:0 перемогла Україну, довівши, що вона може грати у відкритий і видовищний футбол. В наступному матчі італійці подолали хазяїв чемпіонату, збірну Німеччини, спростувавши прогнози преси, яка вважала, що проти Німеччини італійці гратимуть в нудному і розважливому стилі від оборони. Завдяки голам Фабіо Гроссо і Алессандро Дель П'єро, забитих наприкінці додаткового часу на 119-й і 120-й хвилині, Італія потрапила до фіналу. В цьому матчі збірна здивувала багатьох, в тому числі і своїх супротивників, відкритим стилем гри, який був майже повною протилежністю катеначо; це підтверджується статистикою ударів по воротам: обидві команди здійснили по 18 ударів, з яких німці влучили в отвір лише шість, тоді як італійці — одинадцять.
Після цього чемпіонату спортивна преса привернула увагу до того факту, що сучасний футбол знову недостатньо покладається на атаку і більше думає про оборону, і що є небезпека повернення захисного стилю гри до широкого вжитку. На користь цієї версії свідчить низька кількість забитих на цьому чемпіонаті м'ячів (47, в середньому 2,297 за матч) і те, що найкращий бомбардир турніру Мирослав Клозе забив лише п'ять голів (на попередній першості світу бразилець Роналдо забив 8). До того ж, цей чемпіонат був першим, на якому всі три найкращі гравці турніру не були нападниками.

## Приклади вдалого застосування катеначо
- Футбольний клуб «Мілан» під керівництвом Нерео Рокко, 1960-ті роки.
- Футбольний клуб «Інтернаціонале» під керівництвом Еленіо Еррери, 1960-ті роки.
- Збірна Камеруну під керівництвом Валерія Непомнящего в матчі відкриття чемпіонату світу 1990 року проти Аргентини скористалася тактичною помилкою аргентинців і вдало утримувала рахунок 1:0 до кінця матчу.
- Збірна Італії під керівництвом Діно Дзоффа досягла фіналу чемпіонату Європи 2000 року, подолавши у півфіналі збірну Нідерландів за допомогою катеначо.
- Збірна Англії під керівництвом Свена-Горана Ерікссона в матчі проти Парагваю на груповому етапі чемпіонату світу 2006. На десятій хвилині парагвайці забили гол у свої ворота, і англійці утримували цей рахунок до кінця матчу.
- Збірна Греції під керівництвом Отто Рехагеля успішно застосовувала елементи катеначо на чемпіонаті Європи 2004, перемагаючи команди, значно вищі класом: Португалію (двічі), Чехію і Францію і виграла турнір.
- Збірна Франції під керівництвом Раймона Доменека використовувала схожу тактику в півфіналі чемпіонату світу 2006 року проти Португалії.